# Miron Cristea
Miron I (nacido el 20 de julio de 1868, † fallecido el 6 de marzo de 1939). Clérigo y político de Rumanía. Primer Patriarca de la Iglesia Ortodoxa Rumana, fue primer ministro de su país aproximadamente durante un año (desde el 11 de febrero de 1938 hasta su muerte).

## Comienzos
Estudió en un gimnasio de Saxon de Bistriţa entre 1879 y 1883; en el Liceo Griego-Católico de Năsăud (1883-1887); en el seminario ortodoxo de Sibiu (1887-1890). Finalmente, estudió Filosofía en la Universidad de Budapest (entre 1891 y 1895 año en que recibió un doctorado. Fue elegido Obispo de Caransebeş en 1910.

## Tras la guerra mundial

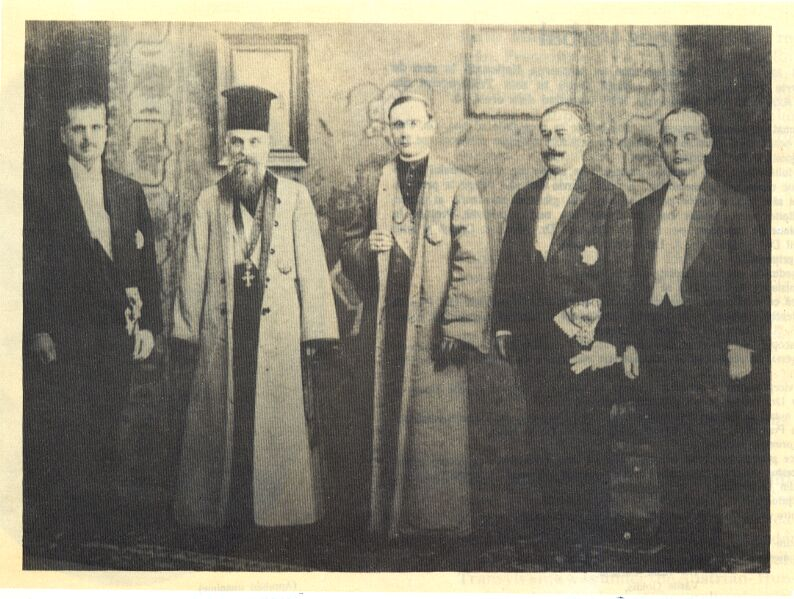
Cristea (segundo por la izquierda), junto al resto de la delegación transilvana en Rumanía, el invierno de 1918.

Después del final de la Primera Guerra Mundial, fue uno de los miembros de la delegación rumana austrohúngara que llamó a la unificación de Rumanía y Transilvania. En 1919, fue elevado al rango de metropolita de Valaquia, y en 1925 (después de que se llevara a cabo un sínodo) lo eligieron patriarca de la Iglesia Ortodoxa Rumana.
Entre 1926 y 1930 fue uno de los regentes durante la minoría del rey Miguel I de Rumanía, tras la renuncia de Carlos II de Rumanía.

## Años treinta
Cristea compartía el antisemitismo extendido por la clase política rumana, declarando en agosto de 1937, antes de su acceso al gobierno:

Uno tiene que sentirse apenado por el pobre pueblo rumano, cuyo misma médula los judíos succionan. No actuar contra los judíos es dirigirnos a nuestra perdición conscientemente... Defendernos es un deber nacional y patriótico.... Tenéis suficientes cualidades y oportunidades para buscar, encontrar y adquirir un país, una patria que no esté habitada por otros... Vivid, ayudaos, defendeos y explotaos unos a otros pero no a nosotros ni a otros pueblos cuya riqueza toda estais arrebatando con vuestra sofisticación ética y talmúdica.

Leal al monarca, trató de limitar la influencia de la formación de Codreanu en el clero ortodoxo y en marzo de 1937 reunió un sínodo que prohibió a los sacerdotes afiliarse a la organización fascista, así como prestar sus iglesias para actos políticos o incluir referencias políticas en sus sermones.

## Primer ministro del rey
Tras la renuncia de Octavian Goga a comienzos de 1938, por deseo del rey, que no aprobaba el acuerdo de este con el caudillo fascista Corneliu Zelea Codreanu que veía como una amenaza sobre su control de la política nacional, Cristea fue nombrado primer ministro en un gobierno de unidad nacional que enmascaraba la toma del poder por el soberano.
Una vez en el gobierno mantuvo las leyes antisemitas de su predecesor e intentó moderar la violencia antijudía.
Falleció durante una visita a Cannes, (Francia) el 6 de marzo de 1939. Es considerado un hombre santo, con celebración el 9 de julio.